# Barbara Hendricks (pěvkyně)

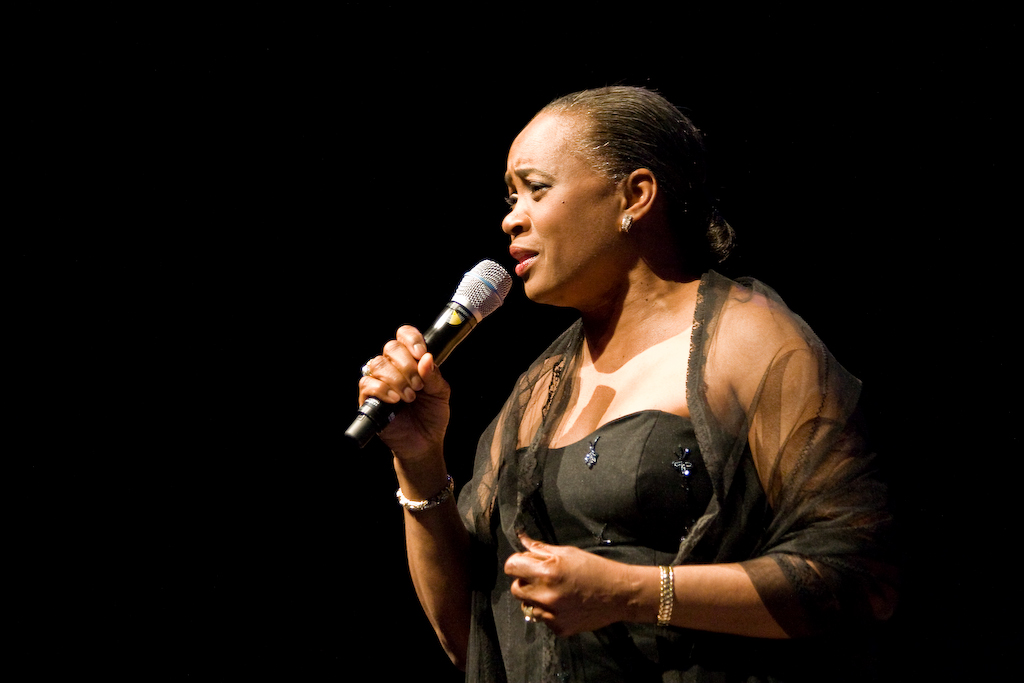
Barbara Hendricks

Barbara Hendricks (* 20. listopadu 1948, Stephens, Ouachita County, Arkansas) je afroamerická sopranistka, žijící dlouhodobě ve Švýcarsku, se švédským občanstvím. Je operní i koncertní pěvkyní a aktivistkou za lidská práva. V roce 1992 získala cenu Bambi a roku 2000 cenu prince Asturského.

## Životopis
Hendricks nejprve navštěvovala University of Nebraska-Lincoln a ve dvaceti letech složila bakalářské zkoušky z matematiky a chemie. Poté studovala zpěv u Jennie Tourel na Juilliard School of Music v New Yorku.
V roce 1974 debutovala v Evropě na Glyndebourne Festival Operal a v Americe v San Francisco Opera. Během své kariéry zpívala v Opéra national de Paris, Metropolitan Opera, Royal Opera House v Covent Garden a Scale.
V roce 1998 zpívala roli Liu v opeře Turandot v Zakázaném městě v Pekingu. Doposud se objevila asi ve 20 rolích.
Na Montreux Jazz Festival v roce 1994 poprvé vystoupila také jako jazzová zpěvačka.